# فيروز شاه زرين كلاه
فيروز شاه زرين كلاه (بالكردية: Pîroz Şah Zêrînkuleh "شاه بيروز ذو التاج الذهبي"‏)(بالفارسية: فیروزشاه زرین کلاه) كان شخصية كردية مرموقة، جد السابع في سلالة صفي الدين الأردبيلي، السلالة الصفوية في إيران. نجل سيد نور الدين محمد. تمتع بشعبية كبيرة بين الناس وأصبح الشيخ. في العمل المكتوب قبل الصفويين، صفوة الصفا (أقدم مخطوطات معروفة باقية من 1485 و1491)، يعود أصل الصفويين إلى فيروز شاه زارين كولاه الذي يُدعى كردي من سنجر، بينما في مخطوطات ما بعد الصفويين، هذا الجزء «كردي من سنجر» قد أزيل وأصبح بيروز شاه زارين كلاه من سلالة أئمة الشيعة. سافر فيروز شاه إلى جيلان بعد سنوات من العيش بين سكان أردبيل وتوفي في نفس المكان. واستنادا إلى الروايات التاريخية لفيروز شاه، فإن السادس هو الشيخ صفي الدين أردبيلي.
من المحتمل أن يكون فيروز شاه قد استقل في منطقة أردبيل من كردستان في القرن الحادي عشر.
كان ابن فيروز شاه يدعى «عوض الخواس». عاش في قرية إسفرجان، أردبيل، لكنه دفن في فناء نصب كالخران بعد الموت. يقع القبر على الجانب الشمالي الشرقي من قبر الشيخ جبرايل وله قبة من الطوب. بعد والده، كان مسؤولا عن التوجيه. اسم ابنه هو محمد حافظ.

## شعره
ألف قصائد شعر باللغة الفارسية. ولم يتبقى من أشعاره الا أبيات معدودة لها أهمية في الدراسات اللغوية.

## معرض الصور

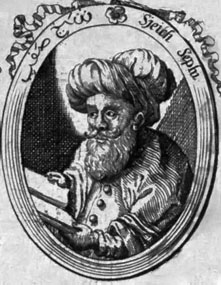
الشيخ صفي الدين الأردبيلي
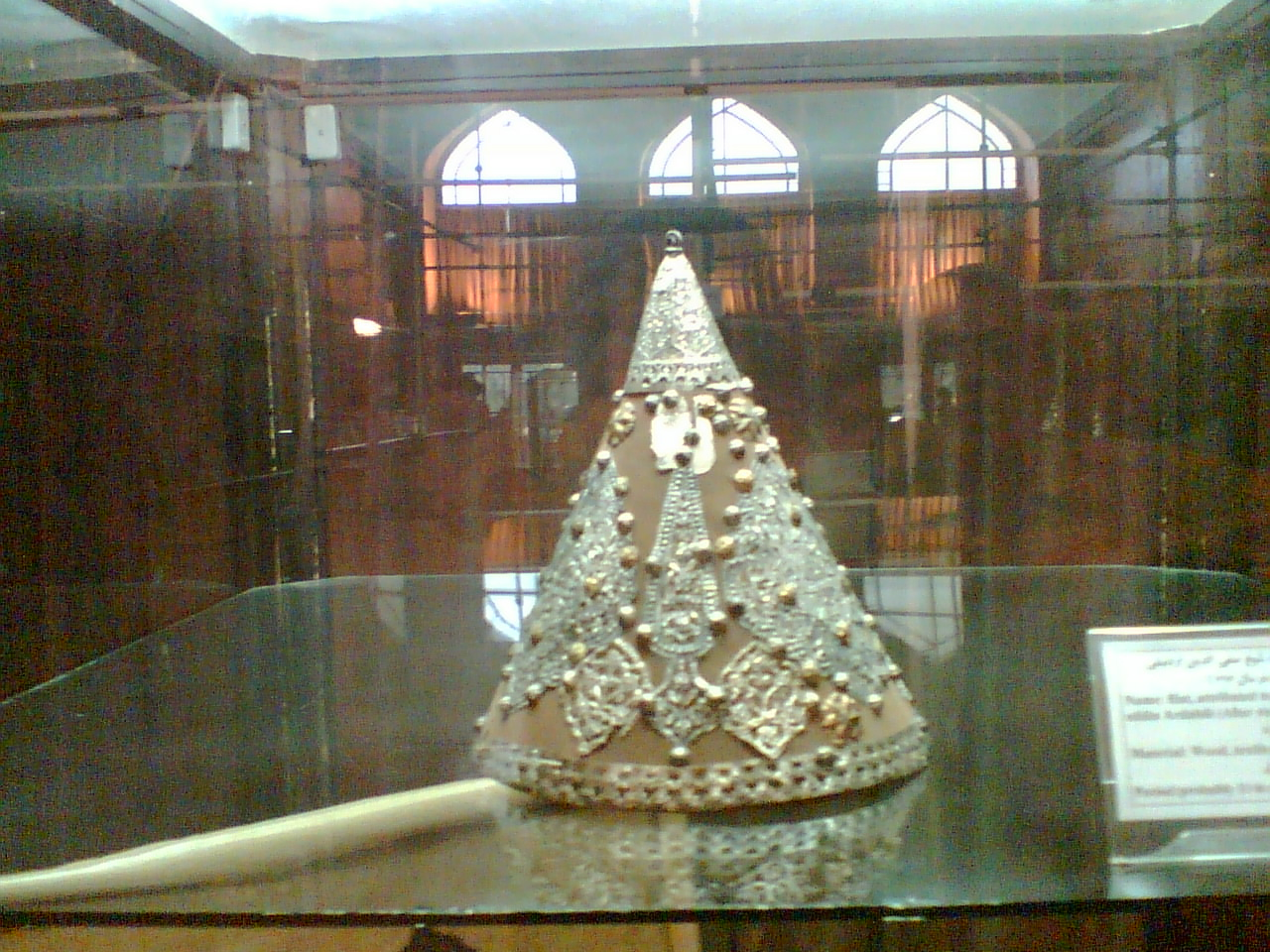
عمامة الشيخ صفي الدين
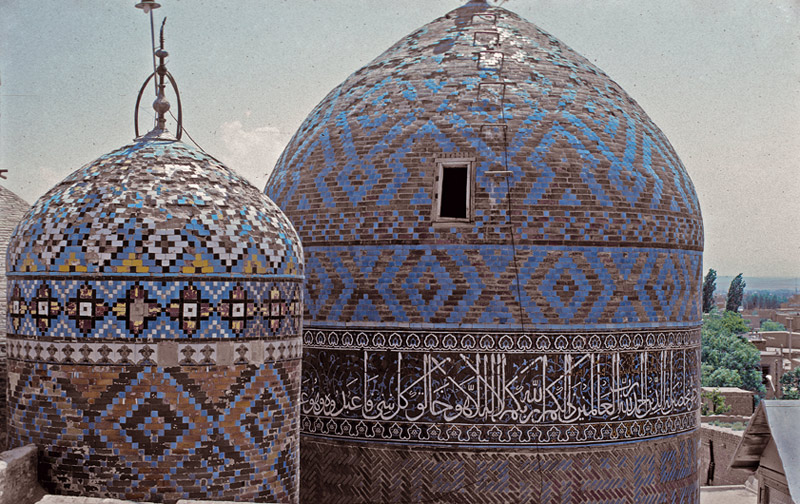
ضريح الشيخ الأردبيلي